# Râul Valea Ursului (Sântandrei)
Râul Valea Ursului este un curs de apă, afluent al râului Cerna. 